# 納布爾格薩山脈

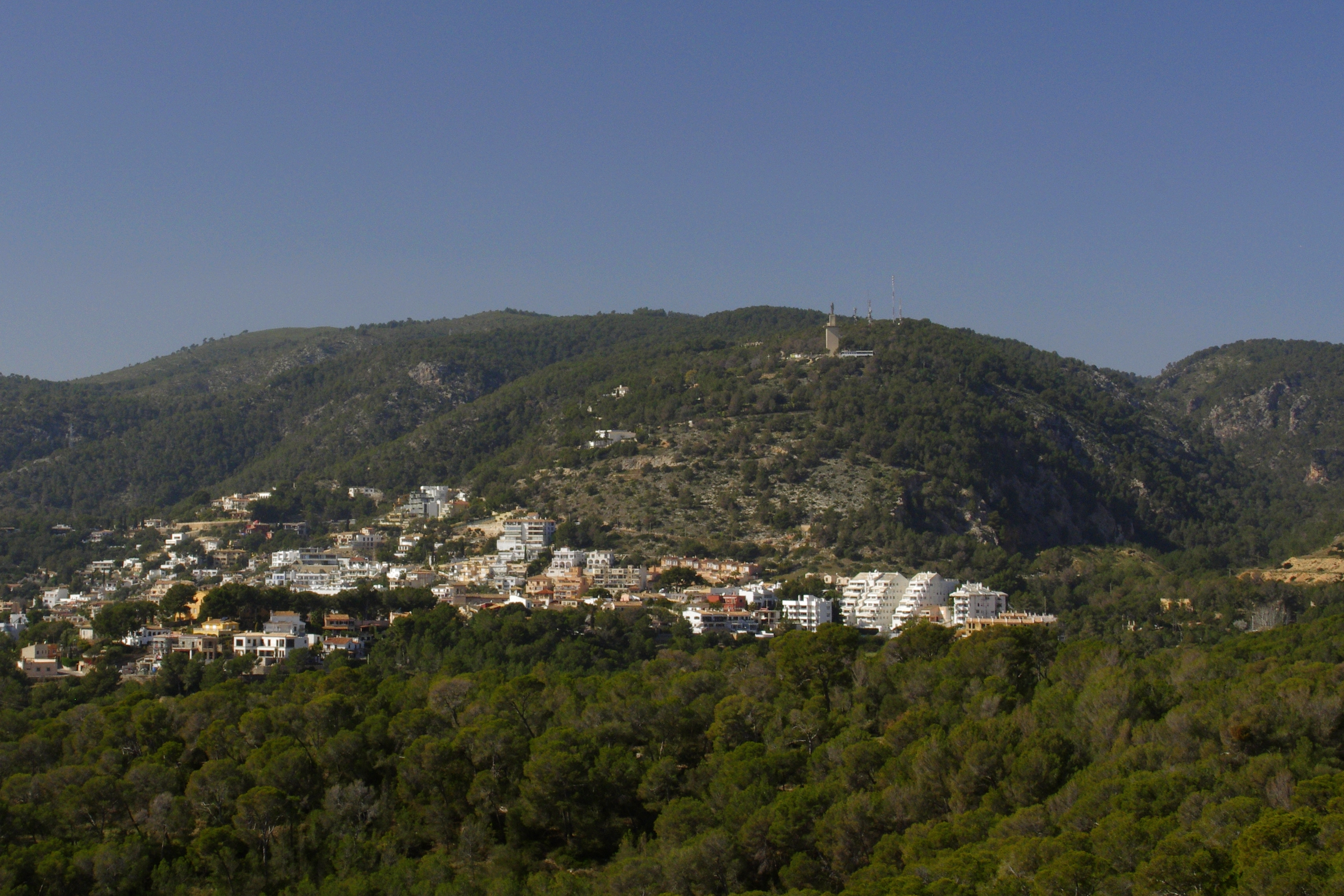
納布爾格薩山脈 (2019)

39°34′14.75″N 2°33′27.92″E / 39.5707639°N 2.5577556°E
納布爾格薩山脈（西班牙語：Sierra de Na Burguesa），是西班牙的山脈，位於巴利阿里群島的馬略卡島，屬於特拉蒙塔納山脈的一部分，平均海拔高度約400米，最高點海拔高度503米。